# Balinț
Balinț (en hongrois : Bálinc, en allemand : Balintz) est une commune du județ de Timiș, Roumanie qui compte 1 596 habitants.
La commune est composée de quatre villages : Balinț, Bodo, Fădimac et Târgoviște.

## Démographie
D'après le recensement de 2011, la commune compte 1 596 habitants, en forte baisse par rapport au recensement de 2002 où elle en comptait 1 751.
Lors de ce recensement de 2011, 69,05 % de la population se déclare roumaine, 23,37 % de la population se déclare magyare, 2,19 % de la population se déclare rom (4,32 % ne déclare pas d'appartenance ethnique).

## Politique
| Période                                  | Période  | Identité       | Étiquette | Qualité |
| ---------------------------------------- | -------- | -------------- | --------- | ------- |
| Les données manquantes sont à compléter. |          |                |           |         |
| 2004                                     | En cours | Dănuț Crașovan | PSD       |         |

| Parti | Parti                                                 | Sièges |
| ----- | ----------------------------------------------------- | ------ |
|       | Parti national libéral (PNL)                          | 3      |
|       | Parti social-démocrate (PSD)                          | 3      |
|       | Union démocrate magyare de Roumanie (UDMR)            | 2      |
|       | Union nationale pour le progrès de la Roumanie (UNPR) | 1      |
|       | Parti du pouvoir humaniste (PPU)                      | 1      |
|       | Parti national démocrate (PND)                        | 1      |